# Râul Șoimu, Cracăul Negru
Râul Șoimu este un curs de apă, afluent al râului Cracăul Negru. 

## Hărți
- Parcul Vânători-Neamț